# Badminton-Afrikameisterschaft 2010
Die Badminton-Afrikameisterschaft 2010 war die 16. Auflage der Titelkämpfe im Badminton auf dem afrikanischen Kontinent. Sie fand vom 24. bis 25. Februar 2010 in Kampala statt.

## Austragungsort
- Sharing Youth Center, Kampala, Uganda

## Medaillengewinner
| Disziplin    | Gold                            | Silber                       | Bronze                          |
| ------------ | ------------------------------- | ---------------------------- | ------------------------------- |
| Herreneinzel | Jinkan Ifraimu                  | Ola Fagbemi                  | Sahir Edoo                      |
| Herreneinzel | Jinkan Ifraimu                  | Ola Fagbemi                  | Ibrahim Adamu                   |
| Dameneinzel  | Hadia Hosny                     | Stacey Doubell               | Kerry-Lee Harrington            |
| Dameneinzel  | Hadia Hosny                     | Stacey Doubell               | Maria Braimoh                   |
| Herrendoppel | Jinkan Ifraimu Ola Fagbemi      | Ibrahim Adamu Edicha Ocholi  | Dorian James Willem Viljoen     |
| Herrendoppel | Jinkan Ifraimu Ola Fagbemi      | Ibrahim Adamu Edicha Ocholi  | Sahir Edoo Yoni Louison         |
| Damendoppel  | Annari Viljoen Michelle Edwards | Susan Ideh Maria Braimoh     | Juliette Ah-Wan Alisen Camille  |
| Damendoppel  | Annari Viljoen Michelle Edwards | Susan Ideh Maria Braimoh     | Marlyse Marquer Amrita Sawaram  |
| Mixed        | Dorian James Michelle Edwards   | Roelof Dednam Annari Viljoen | Willem Viljoen Jade Morgan      |
| Mixed        | Dorian James Michelle Edwards   | Roelof Dednam Annari Viljoen | Stephan Beeharry Amrita Sawaram |

## Herreneinzel
- Ahmed Reda –  Fred Gituku: 19-21 / 21-14 / 21-15
- Daniel Sam –  Peter Muchiri: 21-11 / 21-10
- Ahmed Salah –  Gibson Phiri: 21-15 / 21-14
- Ibrahim Adamu –  Patrick Ruto: 21-10 / 21-16
- Willem Viljoen –  Mabo Donald: 21-6 / 21-18
- Roelof Dednam –  Herbert Ebayo: 21-14 / 21-13
- Victor Munga Odera –  Mohamed Abderrahime Belarbi: 21-19 / 21-17
- Robert Abrahams –  Adel Hamek: 21-16 / 21-19
- Ngosa Chongo –  Michael Sam: 21-17 / 21-16
- Juma Muwowo –  Jimmy Okubi: w.o.
- Ola Fagbemi –  Eric Attah Ninky: 21-18 / 21-13
- Juma Muwowo –  Mistri Dawn: 18-21 / 21-10 / 21-13
- Wilson Tukire –  Ali Ahmed El Khateeb: 16-21 / 21-15 / 21-16
- Ahmed Reda –  Sekyi Victor: 21-15 / 21-7
- Steve Malcouzane –  Rogers Bakaki: 21-17 / 21-15
- Daniel Sam –  Saheer Ramrakha: 24-22 / 22-20
- Daniel Aryee –  Yoni Dany Louison: 13-21 / 21-14 / 21-10
- Ibrahim Adamu –  Ahmed Salah: 21-19 / 21-10
- Willem Viljoen –  Roelof Dednam: 21-19 / 18-21 / 21-14
- Edicha Ocholi –  Brian Ssunna: 21-11 / 21-17
- Victor Munga Odera –  Nourine Salim: 21-15 / 21-18
- Sahir Edoo –  Kervin Ghislain: 21-4 / 21-10
- Georgie Cupidon –  Robert Abrahams: 19-21 / 21-12 / 21-17
- Abdelrahman Kashkal –  Richie Course: 21-9 / 21-14
- Joseph Abah Eneojo –  Ngosa Chongo: 21-11 / 21-8
- Jinkan Ifraimu –  Solomon Mensah Nyarko: 16-21 / 21-13 / 21-16
- Ola Fagbemi –  Juma Muwowo: 21-14 / 21-12
- Wilson Tukire –  Ahmed Reda: 21-16 / 22-20
- Steve Malcouzane –  Daniel Sam: 21-15 / 21-15
- Ibrahim Adamu –  Daniel Aryee: 21-8 / 21-9
- Willem Viljoen –  Edicha Ocholi: 21-15 / 21-15
- Sahir Edoo –  Victor Munga Odera: 21-10 / 21-9
- Georgie Cupidon –  Abdelrahman Kashkal: 21-19 / 21-23 / 16-9 Ret.
- Jinkan Ifraimu –  Joseph Abah Eneojo: 21-14 / 11-21 / 21-19
- Ola Fagbemi –  Wilson Tukire: 21-11 / 21-15
- Ibrahim Adamu –  Steve Malcouzane: 21-16 / 21-19
- Sahir Edoo –  Willem Viljoen: 21-16 / 21-11
- Jinkan Ifraimu –  Georgie Cupidon: 21-15 / 24-22
- Ola Fagbemi –  Ibrahim Adamu: 21-9 / 21-7
- Jinkan Ifraimu –  Sahir Edoo: 21-8 / 21-14
- Jinkan Ifraimu –  Ola Fagbemi: 21-15 / 21-0 Ret.

## Dameneinzel
- Yeldi Louison –  Lavina Martins: 21-8 / 21-4
- Daisy Nakalyango –  Jessy Mancienne: 12-21 / 24-22 / 21-9
- Ketu Ilofuan –  Stella Koteikai Amasah: 21-14 / 21-15
- Catherina Paulin –  Evelyn Botwe: 21-14 / 21-6
- Cynthia Course –  Norah Nassimbwa: 21-17 / 21-8
- Marlyse Marquer –  Sylvia Nalunga: 21-8 / 21-10
- Grace Gabriel –  Mary Ennoo: 21-11 / 21-12
- Noran Hassan El Banna –  Margaret Nankabirwa: 21-14 / 21-17
- Jade Morgan –  Sheila Gakii Njage: 21-10 / 21-11
- Anita Alube –  Rose Nakalya: 21-10 / 21-12
- Linda Hammond Osei –  Susan Lawino: 21-9 / 21-18
- Alaa Youssef –  Oribabor Imhade: 14-21 / 21-15 / 23-21
- Maria Braimoh –  Mable Namakoye: w.o.
- Annari Viljoen –  Scovia Nabasirye: w.o.
- Rajae Rochdy –  Brenda Mugabi: w.o.
- Karen Foo Kune –  Brenda Awor: 21-4 / 21-14
- Yeldi Louison –  Theresa Tetteh: 21-17 / 21-14
- Shamim Bangi –  Jemima Mageni: 21-18 / 21-8
- Maria Braimoh –  Daisy Nakalyango: 21-11 / 21-10
- Stacey Doubell –  Amrita Sawaram: 21-14 / 17-21 / 21-18
- Annari Viljoen –  Ketu Ilofuan: 19-21 / 21-14 / 21-16
- Dina Nagy –  Jovia Komuhemdo: 21-8 / 21-12
- Catherina Paulin –  Cynthia Course: 25-23 / 21-7
- Marlyse Marquer -  Rajae Rochdy: 21-18 / 21-12
- Kerry-Lee Harrington –  Mercy Joseph: 21-16 / 21-12
- Grace Gabriel –  Noran Hassan El Banna: 21-8 / 21-9
- Susan Ideh –  Alisen Camille: 21-14 / 21-9
- Jade Morgan –  Anita Alube: 21-12 / 21-15
- Kate Foo Kune –  Juliette Ah-Wan: 21-17 / 21-15
- Alaa Youssef –  Linda Hammond Osei: 21-10 / 21-8
- Hadia Hosny –  Anish Shah: 21-9 / 21-17
- Karen Foo Kune –  Yeldi Louison: 21-14 / 21-17
- Maria Braimoh –  Shamim Bangi: 21-18 / 21-12
- Stacey Doubell –  Annari Viljoen: 21-19 / 16-21 / 21-15
- Dina Nagy –  Catherina Paulin: 21-12 / 21-11
- Kerry-Lee Harrington –  Marlyse Marquer: 21-19 / 21-15
- Susan Ideh –  Grace Gabriel: 21-16 / 21-15
- Jade Morgan –  Kate Foo Kune: 17-21 / 21-14 / 21-14
- Hadia Hosny –  Alaa Youssef: 21-9 / 21-15
- Maria Braimoh –  Karen Foo Kune: 13-21 / 21-19 / 21-13
- Stacey Doubell –  Dina Nagy: 21-17 / 21-6
- Kerry-Lee Harrington –  Susan Ideh: 21-11 / 16-21 / 21-12
- Hadia Hosny –  Jade Morgan: 21-17 / 21-16
- Stacey Doubell –  Maria Braimoh: 21-18 / 21-17
- Hadia Hosny –  Kerry-Lee Harrington: 21-17 / 21-15
- Hadia Hosny –  Stacey Doubell: 21-17 / 21-12

## Herrendoppel
- Mabo Donald /  Gibson Phiri –  Daniel Mihigo /  Jacob Musisi: 25-23 / 16-21 / 22-20
- Georgie Cupidon /  Steve Malcouzane –  Fred Gituku /  Patrick Ruto: 21-17 / 21-14
- Mohamed Abderrahime Belarbi /  Adel Hamek –  Rogers Bakaki /  Herbert Ebayo: 21-18 / 21-18
- Ibrahim Adamu /  Edicha Ocholi –  Peter Muchiri /  Victor Munga Odera: 21-15 / 21-15
- Robert Abrahams /  Roelof Dednam –  Ahmed Reda /  Ahmed Salah: 21-16 / 21-14
- Mohamed Idir Mohlous /  Nourine Salim –  Ivan Karimunda /  Ivan Mayega: w.o.
- Ola Fagbemi /  Jinkan Ifraimu –  Solomon Mensah Nyarko /  Daniel Sam: 25-23 / 21-16
- Ali Ahmed El Khateeb /  Abdelrahman Kashkal –  Mohamed Idir Mohlous /  Nourine Salim: 21-4 / 21-11
- Dorian James /  Willem Viljoen –  Mabo Donald /  Gibson Phiri: 21-11 / 21-18
- Georgie Cupidon /  Steve Malcouzane –  Stephan Beeharry /  Saheer Ramrakha: 21-18 / 21-14
- Mohamed Abderrahime Belarbi /  Adel Hamek –  Daniel Aryee /  Eric Attah Ninky: 21-15 / 14-21 / 21-16
- Ibrahim Adamu /  Edicha Ocholi –  Brian Ssunna /  Wilson Tukire: 21-13 / 21-15
- Robert Abrahams /  Roelof Dednam –  Richie Course /  Kervin Ghislain: 21-14 / 21-7
- Sahir Edoo /  Yoni Dany Louison –  Juma Muwowo /  Ngosa Chongo: 21-18 / 21-15
- Ola Fagbemi /  Jinkan Ifraimu –  Ali Ahmed El Khateeb /  Abdelrahman Kashkal: 21-18 / 16-21 / 21-9
- Dorian James /  Willem Viljoen –  Georgie Cupidon /  Steve Malcouzane: 21-13 / 14-21 / 21-8
- Ibrahim Adamu /  Edicha Ocholi –  Mohamed Abderrahime Belarbi /  Adel Hamek: 21-15 / 21-9
- Sahir Edoo /  Yoni Dany Louison –  Robert Abrahams /  Roelof Dednam: 24-22 / 21-17
- Ola Fagbemi /  Jinkan Ifraimu –  Dorian James /  Willem Viljoen: 21-15 / 21-15
- Ibrahim Adamu /  Edicha Ocholi –  Sahir Edoo /  Yoni Dany Louison: 21-6 / 21-0
- Ola Fagbemi /  Jinkan Ifraimu –  Ibrahim Adamu /  Edicha Ocholi: 21-12 / 16-21 / 21-14

## Damendoppel
- Marlyse Marquer /  Amrita Sawaram –  Evelyn Botwe /  Theresa Tetteh: 21-15 / 21-9
- Stacey Doubell /  Jade Morgan –  Hadia Hosny /  Dina Nagy: 21-14 / 21-14
- Yeldi Louison /  Jessy Mancienne –  Rose Nakalya /  Norah Nassimbwa: 21-5 / 17-21 / 21-19
- Michelle Edwards /  Annari Viljoen –  Ketu Ilofuan /  Grace Gabriel: 21-14 / 21-12
- Noran Hassan El Banna /  Alaa Youssef –  Jemima Mageni /  Anish Shah: 21-12 / 21-6
- Shamim Bangi /  Margaret Nankabirwa –  Brenda Awor /  Sylvia Nalunga: 21-13 / 21-10
- Marlyse Marquer /  Amrita Sawaram –  Cynthia Course /  Catherina Paulin: 22-20 / 21-19
- Stacey Doubell /  Jade Morgan –  Jovia Komuhemdo /  Daisy Nakalyango: 21-13 / 21-6
- Susan Ideh /  Maria Braimoh –  Stella Koteikai Amasah /  Linda Hammond Osei: 21-7 / 21-12
- Yeldi Louison /  Jessy Mancienne –  Anita Alube /  Mercy Joseph: 21-14 / 21-15
- Juliette Ah-Wan /  Alisen Camille –  Kate Foo Kune /  Karen Foo Kune: 22-20 / 21-17
- Michelle Edwards /  Annari Viljoen –  Noran Hassan El Banna /  Alaa Youssef: 21-9 / 21-17
- Marlyse Marquer /  Amrita Sawaram –  Shamim Bangi /  Margaret Nankabirwa: 21-12 / 21-6
- Susan Ideh /  Maria Braimoh –  Stacey Doubell /  Jade Morgan: 19-21 / 21-14 / 21-19
- Juliette Ah-Wan /  Alisen Camille –  Yeldi Louison /  Jessy Mancienne: 21-9 / 21-12
- Michelle Edwards /  Annari Viljoen –  Marlyse Marquer /  Amrita Sawaram: 21-8 / 21-11
- Susan Ideh /  Maria Braimoh –  Juliette Ah-Wan /  Alisen Camille: 21-15 / 21-11
- Michelle Edwards /  Annari Viljoen –  Susan Ideh /  Maria Braimoh: 21-6 / 21-6

## Mixed
- Michael Sam /  Theresa Tetteh –  Patrick Ruto /  Jemima Mageni: 21-18 / 21-15
- Richie Course /  Cynthia Course –  Victor Munga Odera /  Anita Alube: 21-9 / 21-6
- Stephan Beeharry /  Amrita Sawaram –  Ivan Mayega /  Norah Nassimbwa: 21-10 / 21-14
- Sahir Edoo /  Karen Foo Kune –  Ali Ahmed El Khateeb /  Noran Hassan El Banna: 21-23 / 21-12 / 21-13
- Joseph Abah Eneojo /  Grace Gabriel –  Daniel Sam /  Linda Hammond Osei: 21-14 / 21-10
- Kervin Ghislain /  Alisen Camille –  Wilson Tukire /  Margaret Nankabirwa: 18-21 / 21-19 / 22-20
- Ibrahim Adamu /  Ketu Ilofuan –  Jacob Musisi /  Jovia Komuhemdo: 21-10 / 21-11
- Dorian James /  Michelle Edwards –  Ahmed Reda /  Alaa Youssef: 18-21 / 21-8 / 21-14
- Robert Abrahams /  Stacey Doubell –  Daniel Aryee /  Stella Koteikai Amasah: 21-14 / 21-15
- Steve Malcouzane /  Catherina Paulin –  Brian Ssunna /  Shamim Bangi: 21-14 / 21-13
- Saheer Ramrakha /  Marlyse Marquer –  Peter Muchiri /  Sheila Gakii Njage: 21-7 / 21-5
- Willem Viljoen /  Jade Morgan –  Ahmed Salah /  Dina Nagy: 21-5 / 21-6
- Yoni Dany Louison /  Yeldi Louison –  Eric Attah Ninky /  Evelyn Botwe: 21-13 / 21-10
- Abdelrahman Kashkal /  Hadia Hosny –  Mistri Dawn /  Anish Shah: 21-8 / 21-12
- Roelof Dednam /  Annari Viljoen –  Ivan Karimunda /  Rose Nakalya: w.o.
- Georgie Cupidon /  Juliette Ah-Wan –  Michael Sam /  Theresa Tetteh: 21-5 / 21-3
- Stephan Beeharry /  Amrita Sawaram –  Richie Course /  Cynthia Course: 21-6 / 21-18
- Joseph Abah Eneojo /  Grace Gabriel –  Sahir Edoo /  Karen Foo Kune: 21-18 / 18-21 / 21-18
- Roelof Dednam /  Annari Viljoen –  Kervin Ghislain /  Alisen Camille: 21-7 / 21-13
- Dorian James /  Michelle Edwards –  Ibrahim Adamu /  Ketu Ilofuan: 21-17 / 21-18
- Steve Malcouzane /  Catherina Paulin –  Robert Abrahams /  Stacey Doubell: 21-18 / 21-13
- Willem Viljoen /  Jade Morgan –  Saheer Ramrakha /  Marlyse Marquer: 21-19 / 21-17
- Abdelrahman Kashkal /  Hadia Hosny –  Yoni Dany Louison /  Yeldi Louison: 21-19 / 21-15
- Stephan Beeharry /  Amrita Sawaram –  Georgie Cupidon /  Juliette Ah-Wan: 22-20 / 21-18
- Roelof Dednam /  Annari Viljoen –  Joseph Abah Eneojo /  Grace Gabriel: 21-14 / 21-15
- Dorian James /  Michelle Edwards –  Steve Malcouzane /  Catherina Paulin: 21-16 / 21-12
- Willem Viljoen /  Jade Morgan –  Abdelrahman Kashkal /  Hadia Hosny: 19-21 / 21-9 / 21-7
- Roelof Dednam /  Annari Viljoen –  Stephan Beeharry /  Amrita Sawaram: 21-13 / 21-8
- Dorian James /  Michelle Edwards –  Willem Viljoen /  Jade Morgan: 21-11 / 21-12
- Dorian James /  Michelle Edwards –  Roelof Dednam /  Annari Viljoen: 21-13 / 21-14